# Emre Gönensay
Emre Gönensay (* 1937 in İstanbul) ist ein türkischer Ökonom, Bürokrat, Politiker und ehemaliger Außenminister der Türkei.
Gönensay absolvierte das Robert College und die Columbia University. An der Columbia University schrieb er seine Master-Thesis und an der London School of Economics seine Doktorarbeit. Danach arbeitete er an der Boğaziçi Üniversitesi als Hochschullehrer für Ökonomie. Zwischen 1972 und 1976 war Gönensay Vorstand der Fakultät für Arbeitsverwaltung und Ökonomie. Zwischen 1970 und 1980 war er in großen türkischen Firmen und Banken Generaldirektor. Zwischen 1991 und 1993 war er bevollmächtigter Botschafter des Beraters des Ministerpräsidenten. Zwischen 1993 und 1995 war Gönensay bevollmächtigter Botschafter des Beraters des Präsidenten. Zwischen Dezember 1994 und 1995 war er erneut bevollmächtigter Botschafter des Beraters des Ministerpräsidenten. 
Bei den Parlamentswahlen von 1995 wurde Gönensay als Abgeordneter der Provinz Antalya für die Doğru Yol Partisi die Große Nationalversammlung der Türkei gewählt. Zwischen dem 6. März 1996 und dem 28. Juni 1996 war Gönensay Außenminister.
Bei der 55. Bilderberg-Konferenz im Juni 2007 in İstanbul war Gönensay einer von 13 türkischen Teilnehmern.
Gönensay ist momentan Hochschulprofessor an der Işık Üniversitesi.
| Personendaten    | Personendaten                                            |
| ---------------- | -------------------------------------------------------- |
| NAME             | Gönensay, Emre                                           |
| KURZBESCHREIBUNG | türkischer Ökonom, Diplomat, Politiker und Außenminister |
| GEBURTSDATUM     | 1937                                                     |
| GEBURTSORT       | İstanbul                                                 |